# Sony Building
Sony Building (dříve AT&T Building) je 197 metrů vysoký věžový mrakodrap na 550 Madison Avenue, 56th Street, New York, USA od architektů Johna Henry Burgreeho a Philipa Johnsona, realizovaný v letech 1979-1984.

## O stavbě
Tato budova je jedním z nejkontroverznějších děl Philipa Johnsona a svým otevřením způsobila ohromný rozruch. Byl to první nekompromisně komerční, postmoderní, administrativní věžový dům. Sony Building je souborem kanceláří navršených vysoko nad sebou. Její vstup připomíná obrovské benátské okno a vstupní hala s výtahy je vyzdobena sochou pozlaceného, nahého mladíka s názvem „Genius elektřiny“. Stěny domu jsou obloženy růžovou žulou a díky pravidelnému rozmístění oken, snadno zapadá do svého okolí. Mrakodrap dodržuje přísnou symetrii v exteriéru.
Kritika tuto budovu označuje za "Chippendale top" (styl pojmenovaný podle návrháře rokokového nábytku Thomase Chippendala z 18. století). Vytýkané je také zakomponování romantických prvků do moderního mrakodrapu. Rovněž se v návrhu mísí různé styly neoklasicismu a modernismu. Přesto je mrakodrap považován za první zrealizovanou postmoderní stavbu, která patří mezi mistrovská díla tohoto stavebního slohu.